# ロールス・ロイス ファルコン

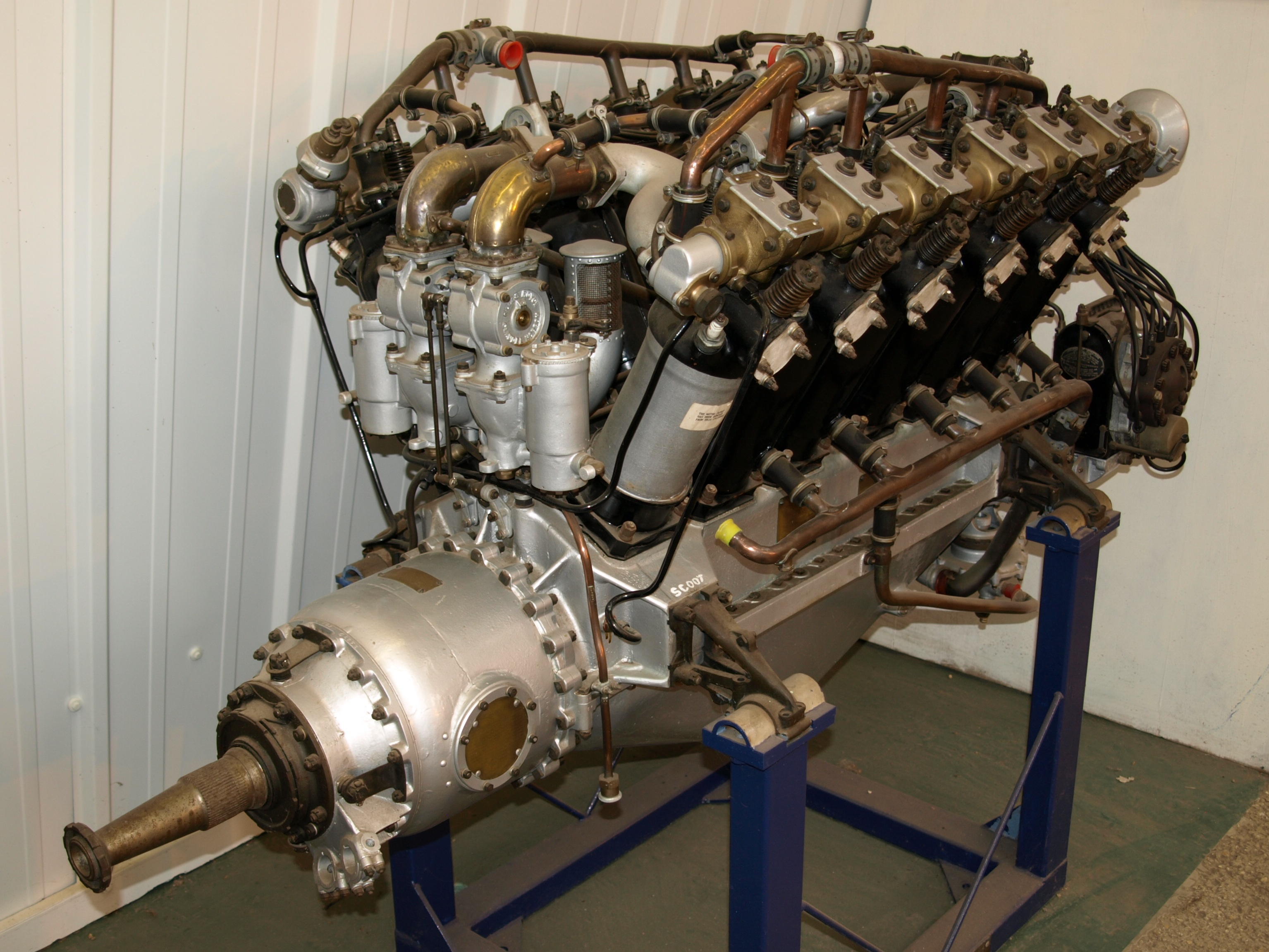
ファルコンIII

ファルコン（Falcon ）はイギリスのロールス・ロイスが開発、生産した航空機用レシプロエンジンである。

## ファルコンI
イーグルの小型化した戦闘機用V型12気筒エンジンとして計画された。設計者は初めてフレデリック・ヘンリー・ロイスでなく、A・B・ハーヴェイ・ベイリーが担当した。
内径φ4 in=101.6 mm×行程5¾ in=146 mmで排気量866 in3(14,200 cc)。出力は当初190 hpで計画されていたが実馬力は排気量が遥かに大きいイーグルに匹敵する230 hpに達し、1916年の完成とともにブリストル12 F2A、ブリストル14 F2B戦闘機に装備されて第一線で活躍、生産数は250台であった。

## ファルコンII
1917年に253 hpに改良され、生産数は250台。

## ファルコンIII
1917年中に285 hpに改良され、生産数は1,685台。イーグルVIIIと並んで第一次世界大戦末期のイギリス空軍における主力エンジンであった。